# John Milholland
John Elmer Milholland (né le 20 mai 1860 et mort le 29 juin 1925) est un homme d'affaires américain, son entreprise dirige notamment les travaux sur les premiers tubes pneumatiques pour le courrier à New York. Il est le premier trésorier de l'Association nationale pour l'avancement des personnes de couleur (NAACP). Il est aussi rédacteur au New-York Tribune pendant douze ans.

## Biographie
John Elmer Milholland est né à Lewis, New York le 20 mai 1860 de John et Mary Moore Milholland, des immigrants irlandais. Quand il avait trois ans, leur maison brûle. Sa mère et sa sœur sont tuées et son père repart avec Milholland en Irlande. Après deux ans, Milholland retourne en Amérique, où son père a ouvert une confiserie. Formé à l'école secondaire Paterson, Milholland est aidé par William Walter Phelps et fréquente l'université de New York,.
Après deux ans, il abandonne et devient journaliste, travaillant pour la Ticonderoga Sentinel, qu'il a finalement acheté. Milholland vend le journal et est ensuite employé du New York Tribune. L'ami de Milholland, Harry Reid, exhorte Benjamin Harrison à nommer Milholland comme inspecteur en chef de l'immigration pour le port de New York. Reid est nommé vice-président, en grande partie grâce au travail de Milholland, pour lequel il est nommé secrétaire adjoint du Parti national-républicain. Milholland détruit sa carrière politique en faisant campagne contre le Tammany Hall.
Il a également investi dans Batcheller Pneumatic Tube Co., pour en devenir finalement le président. La société a travaillé sur les premières lignes de tubes pneumatiques à New York. En 1900, sa fortune est estimée à 500 000 $. Antiexpansionniste, Milholland a rapidement déménagé à Londres, où il fonde l'International Union Club, qui soutenait les Boers. En 1904, il crée un syndicat qui contrôle une grande partie du courrier pneumatique en Europe.
Il utilise les grosses sommes d'argent qu'il gagne pour financer plusieurs militants des droits civiques, d'abord Booker T. Washington, puis WEB Du Bois. Milholland est critiqué pour ces dons et est retiré du conseil d'administration de la société. Il finance ensuite Mary Ovington et investit dans les maisons Phipps, en plus d'aider à l'organisation de la Constitution League, précurseur de l'Association nationale pour la promotion des personnes de couleur (NAACP). « Le NAACP a été fondé en partie grâce au soutien financier de Milholland à Ovington, car elle a utilisé l'argent qu'il lui avait donné pour voyager et recruter des gens pour répondre à « l'appel » pour créer le NAACP. Milholland a été le premier trésorier de la NAACP ». Milholland épouse Jean Torrey et a trois enfants, Vida, John et Inez Milholland. Vida et Inez sont toutes deux des militantes notables des droits des femmes. En 1911, il assiste au premier Congrès universel des races. Il décède le 29 juin 1925, à son domicile du 247 Fifth Avenue, après une courte maladie.
En février 1928, un buste de Milholland est dévoilé à la Norman School en Pennsylvanie. Un buste est également érigé à l'université Howard.